# 아이스테이션 V43
아이스테이션 V43(i-STATION V43)은 아이스테이션이 2005년 12월 1일에 출시한 포터블 미디어 플레이어이다.
V43은 본래 자체 펌웨어로 출시되었다가 후속 모델인 T43 출시후 T43의 OS와 같은 큐토피아 OS를 탑재할 수 있게 되었다
(큐토피아가 탑재는 V43을 V43 Mg 마이그레이션이라고 한다)
V43에 큐토피아를 탑재했을 경우, PMP고유의 기능 이외에 부가적으로 USB포트1개와 적외선 통신을 지원하며 CPU가 네트워크를 지원하고 USB포트를 지원한다는 점을 이용해 무선인터넷을 사용할 수 있도록 랜카드가 출시되기도 했다. 하지만 실질적으로 느리고 국내의 인터넷 환경상 제약이 따른다. 또한 이외에도 리눅스OS를 사용하는 관계로 부가적으로는 게임과 오피스프로그램등 을 지원한다. 실질적으로 사용할 수 있는 프로그램은 꽤 많은 편이다

## V43 제품 정보
V43의 제품 정보는 아래와 같다.
규격 크기 133(W) x 79(H) x 25.5(D) mm
중량 320g
용량 HDD 20GB/30GB
외장메모리 미지원
디스플레이(LCD) 4.3인치 TFT LCD (480x272) (1600만컬러)
인터페이스 USB 2.0
OS 종류 임베디드 리눅스
CPU / RAM RMI Alchemy Au1200 400 MHz
전원 배터리형식 착탈식 리튬폴리머 4000mAh
재생시간 동영상: 7시간, 오디오: 11시간
비디오 비디오코덱 MPEG1/2/4, Divx 3/4/5/6 , Xvid (720x480, 최대30프레임) WMV7/8(480x272 최대24프레임), WMV9(720X480 최대30프레임)
배속재생 지원
TV출력 Composite, S-Video
오디오 오디오코덱 MP3, WMA, OGG, WAV, AC3 , FLAC
내장스피커 지원
배속재생 지원
음성녹음 지원
전자사전 영어사전 두산 동아 영한/한영 사전
부가기능 DMB 지상파 DMB(모듈 별매)
이미지뷰어 JPEG, BMP, PNG
뷰어 텍스트뷰어, 코믹구루
USB호스트 지원
PIMS(전자수첩) 지원(시계 / 알람 설정 및 달력 / 스톱워치)
기타기능 FM라디오 / 워드,엑셀,PDF, 파워포인트 지원 / 전자수첩
내비게이션 PMI

## 세부 모델
세부 모델과 각 모델별 차이는 아래와 같다.
| 모델명       | 기능                              | 색상                                         |
| ------------ | --------------------------------- | -------------------------------------------- |
| V43 Standard |                                   | 크롬블랙, 블루블랙, 스노우화이트, 피아노레드 |
| V43 DMB      | 지상파 DMB                        | 크롬블랙, 블루블랙, 스노우화이트             |
| V43 Navi     | 내비게이션                        | 크롬블랙, 블루블랙, 스노우화이트             |
| V43 DMB Navi | 지상파 DMB 내비게이션             | 크롬블랙, 블루블랙, 스노우화이트             |
| V43 Edu      | 교육 특화 기능 (에듀 플레이어 등) | 크롬블랙, 피아노레드                         |

## 사건 및 논란

### 전자파 논란 및 리콜
2006년 6월에 정보통신부 전자파 연구소의 전자파 적합성(EMC) 테스트에서 아이스테이션 V43이 기준치를 초과하여 제품 판매를 중단하고 판매된 제품을 전량 리콜하였다. 이로 인해 아이스테이션 V43은 약 한 달 동안 제품의 생산과 판매가 중단되었다.

### 배터리 폭발
2008년 3월 25일에 V43 내비 제품에 배터리가 폭발하면서 발화한 사고가 녹색소비자연대에 접수되었다. 이 사고가 발생함에 따라 아이스테이션은 소비자들에게 발화에 대한 보상 금액을 지불하였다.

### 지도 업데이트 논란
아이스테이션 i2에 탑재된 내비게이션은 나브텍이 지도를 공급하여 데이터가 업데이트되어 왔지만, 2008년 말부터 나브텍이 지도 공급을 중단하였다. 이로 인해 장기간 소비자와 제조사간 분쟁이 있었고, 한 소비자는 지도가 업데이트가 되지 않아 길을 헤맸다는 이유로 정신적 및 금전적 피해에 대해 74만2천원을 보상하라고 민사소송을 제기했지만 패소했다. 그 후 계속된 분쟁 끝에 한국소비자원은 소비자분쟁조정위원회를 통해 집단분쟁조정 절차를 개시하기로 결정하였다. 아이스테이션은 나브텍이 더 이상 업데이트를 제공하지 않기 때문에 어쩔 수 없는 부분이 있다며 보상을 해주도록 노력하겠다고 하였다.